# 越南直接投資證券
越南直接投資證券股份有限公司，是越南證券公司。

## 历史
2006年，正式在越南河內市成立。現在主要客戶越南以及外國投資者。